# 3,5-Dibromanilin
3,5-Dibromanilin ist eine chemische Verbindung, die sowohl zu den Anilinen als auch zu den Halogenaromaten zählt.

## Darstellung
3,5-Dibromanilin wird aus 4-Nitroanilin dargestellt, das zunächst mit Salzsäure und elementarem Brom an den Positionen 2 und 6 bromiert wird. Anschließend wird zum 3,5-Dibromnitrobenzol deaminiert und das Endprodukt schließlich durch Reduktion mit Eisen und verdünnter Schwefelsäure synthetisiert.

## Reaktionen
Mit Natriumnitrit und Salzsäure entsteht eine Diazoniumverbindung, die durch Verkochen zum 3,5-Dibromphenol umgesetzt werden kann.